# Gorafe
Gorafe là một đô thị trong tỉnh Granada, Tây Ban Nha. Dân số năm 2024 là 373 người.